# Vincent Dyduch
Vincent Dyduch est un footballeur français né le 9 mars 1974 à Bordeaux. Il jouait au poste de défenseur.
Il a notamment joué en France et au Portugal.

## Biographie
Vincent Dyduch fait 28 apparitions en Ligue 2 avec le club de Louhans-Cuiseaux lors de la saison 1999-2000.
Vincent Dyduch met un terme à sa carrière de footballeur à la fin de la saison 2007-2008 pour endosser le rôle d'entraîneur de l'équipe réserve de l'AC Arles.
Il est le nouvel entraîneur de l'US Bouillargues (Gard, Promotion de 1re division) pour la saison 2011-2012. 

## Palmarès
- Champion de CFA (Groupe B) en 2007 avec Arles
- Accession de CFA 2 à CFA saison 2006/2007 avec Arles
- Champion de deuxième division au Portugal avec ACADEMICA DE COIMBRA saison 2001-2002
- Champion de France de National en 1999 avec Louhans-Cuiseaux
- Finaliste de la coupe de France avec Nîmes Olympique saison 1995-1996
- Champion de France sport-étude avec le lycée Alfonse Daudet (Nîmes) saison 1990-1991
- 3e place à la coupe du monde scolaire en Suède en 1991

## Statistiques
- 71 matchs en Division 2 française
- 130 matchs (environ) en championnat National
- 28 matchs en 1re division portugaise
- 62 matchs et 13 buts en 2e division portugaise